# Angel Karalijtschew

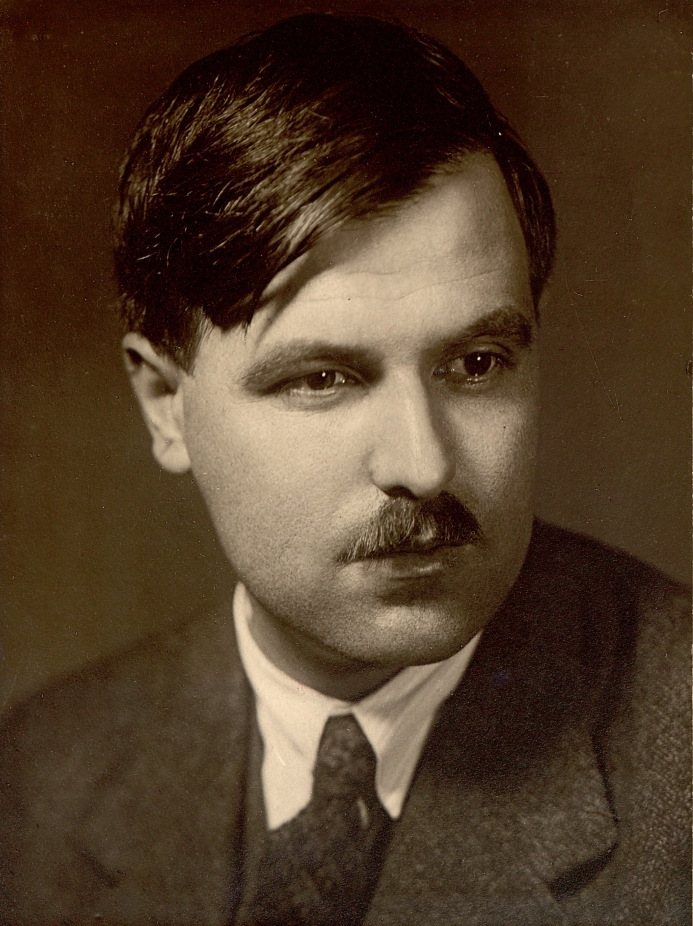
Angel Karalijtschew, 1935

Angel Iwanow Karalijtschew (bulgarisch Ангел Иванов Каралийчев, * 3. September 1902 in Strashiza; † 14. Dezember 1972 in Sofia) war ein bulgarischer Schriftsteller.

## Leben
Er wurde als Sohn eines Gärtners geboren. Karalijtschew veröffentlichte bereits früh Arbeiten in linksgerichteten Zeitschriften. In einem zentralen Werk befasste er sich mit dem Septemberaufstand von 1923. Darüber hinaus verfasste er mehr als 40 Kinderbücher, darunter auch Bearbeitungen von Märchen. Insbesondere wirkte er auch an der Zusammentragung der 1984 nach seinem Tode erschienenen Märchensammlung „Die Kinder des Wojewoden“ mit.

## Ehrungen
Karalijtschew wurde mit dem Dimitroffpreis ausgezeichnet.

## Werke (Auswahl)
- Zlatnoto momiče, 1953
- Prikarza za zitnik z'na, 1953
- Der goldene Apfel, 1957
- Sŭkrovištnica, 1969
- Majčina sulza, 1969
- Die kleine Schwalbe, 1969
- Bescenno kamuče, 1970 (Deutsch: Das Zaubersteinchen, 1970)
- Der warme Fäustling, 1971
- Das kleine runde Weizenbrot, 1976
- Märchenwelt, 1983